# Affenfelsen (Marburg)
Als Affenfelsen wird ein 13-stöckiges Hochhaus in Marburg bezeichnet. Es steht am südlichen Rand, aber außerhalb des Südviertels, wenige Meter von der Lahn entfernt, und wird von der S+S Grundbesitz GmbH betrieben. An gleicher Stelle im Lahntal stand früher das „Wirtshaus an der Lahn“ bzw. der frühere „Gasthof zum Schützenpfuhl“. Das Wirtshaus existierte seit mindestens 1783 und lag an der damals einzigen Straße nach Frankfurt. 1970 wurde das Wirtshaus abgerissen.

## Geschichte
Das abgerissene Wirtshaus an der Lahn in Marburg hatte einen langgestreckten Hauptbau wie ein herrschaftlicher Sitz, seitlich von kleineren Bauten flankiert. Er war der Nachfolgebau für den im Dreißigjährigen Krieg zerstörten Hof zur „Sorge“. Der Gasthof hatte im 19. Jahrhundert keinen guten Ruf, sodass die Universität befürchtete, die Studenten würden „zu bösem Leben verführet“.
Die stark degradierte Bausubstanz der Marburger Altstadt, mit teilweise erheblichen konstruktiven Mängeln, die zwar den Zweiten Weltkrieg unversehrt überstanden hatte, aber zu deren Unterhaltung man jahrzehntelang nur das Notwendigste getan hatte, machte eine Sanierung notwendig. Dies veranlasste 1968 den Magistrat einen Vertrag mit der Neuen Heimat über Planung und Betreuung der Altstadtsanierung (Oberstadt, Weidenhausen) abzuschließen, die wiederum die „technische Totalbestandsaufnahme“ ihrer Tochterfirma GEWOS (Gesellschaft für Wohnungs- und Siedlungswesen) übertrug. Das Gutachten der GEWOS stufte 48 % der Häuser als abrissreif und 25 % als nur mit hohem Aufwand modernisierbar ein, was eine Zerstörung des traditionellen Marburger Stadtbildes bedeutet hätte. Es kam zu Bürgerprotesten und -initiativen sowie zu Diskussionen über die Altstadtsanierung, geschürt durch den Abriss historischer, teils unter Denkmalschutz stehender Gebäude: im Jahr 1965 in der Reitgasse Bopps Terrasse und 1969 die Traubenapotheke (zwei der schönsten Marburger Fachwerkhäuser), sowie 1970 das Wirtshaus an der Lahn in der Gisselberger Straße Nr. 2.

## Beschreibung
Der Affenfelsen wurde von Hans-Werner Schreyer im Stil des Brutalismus entworfen und von 1971 bis 1973 erbaut. Wie schon andere ähnliche terrassenförmige Gebäude in Deutschland erhielt auch dieses Gebäude bald im Volksmund den Spitznamen „Affenfelsen“. Die Bewohner schätzen die Aussicht auf die Stadt. Kritiker bezeichnen den Affenfelsen als Bausünde, die nicht zur renovierten Altstadt passe.